# مانفريد لينزماير
مانفريد لينزماير (بالألمانية: Manfred Linzmaier)‏ (مواليد 27 أغسطس 1962) هو لاعب كرة قدم. يلعب مع منتخب النمسا لكرة القدم. سبق له أن لعب في كأس العالم لكرة القدم مع منتخب بلاده.

## روابط خارجية
- مانفريد لينزماير على موقع الاتحاد الدولي (مؤرشف)  (الإنجليزية)
- مانفريد لينزماير على موقع الاتحاد الأوربي (الإنجليزية)
- مانفريد لينزماير على موقع قاعدة بيانات كرة القدم.إي يو (الإنجليزية)
- مانفريد لينزماير على موقع ناشيونال فوتبول تيمز (الإنجليزية)